# 唐纳德·兰帕迪
唐纳德·兰帕迪（Donald Ramphadi，1993年6月10日—），昵称多纳（Dona），南非男子轮椅网球运动员，分级为四肢残疾组。他在2024年巴黎残奥会上与卢卡斯·西索尔搭档赢得了四肢组双打铜牌，这是非洲大陆首枚轮椅网球奖牌。兰帕迪与搭档安迪·拉普索恩一起夺得2023年法网轮椅网球四肢组冠军，那天正好是兰帕迪生日，当时他坐在二手轮椅上打球。
兰帕迪于2009年在南非林波波省察嫩的莱塔巴特殊学校学习（Letaba Special School）时首次开始打网球，最初认为网球是“白人运动”，但最终爱上了这项运动。他被获准参加2018年轮椅网球四肢残疾组比赛。
兰帕迪出生于南非林波波省大察嫩地方自治市莫加彭的一个村庄。直到12岁前他一直身体健全，后来他患上了成骨不全症（OI），也称为脆骨病。他的活动能力下降，直到几乎无法行走，但在他的母亲建议下，他开始用母亲在当地森林里收集的手杖练习走路，他的活动能力也开始部分改善。兰帕迪就读于南非大學。他现在住在比勒陀利亚，是一个儿子的父亲。